# Rafał Ulatowski
Rafał Ulatowski, né le 26 janvier 1973 à Łódź, est un entraîneur de football polonais.

## Carrière d'entraîneur
- 2007-2008 :  Zagłębie Lubin
- 2009-2010 :  GKS Bełchatów
- 2010 :  KS Cracovie
- 2011 :  Lechia Gdańsk
- 2013 :  Miedź Legnica
- 2015-2016 :   GKS Bełchatów
- 2023-2024 :  Resovia Rzeszow